# Eleleides chloris
Eleleides chloris är en tvåvingeart som beskrevs av Cresson 1948. Eleleides chloris ingår i släktet Eleleides och familjen vattenflugor. Inga underarter finns listade i Catalogue of Life.